# Apparition mariale de Cimbres

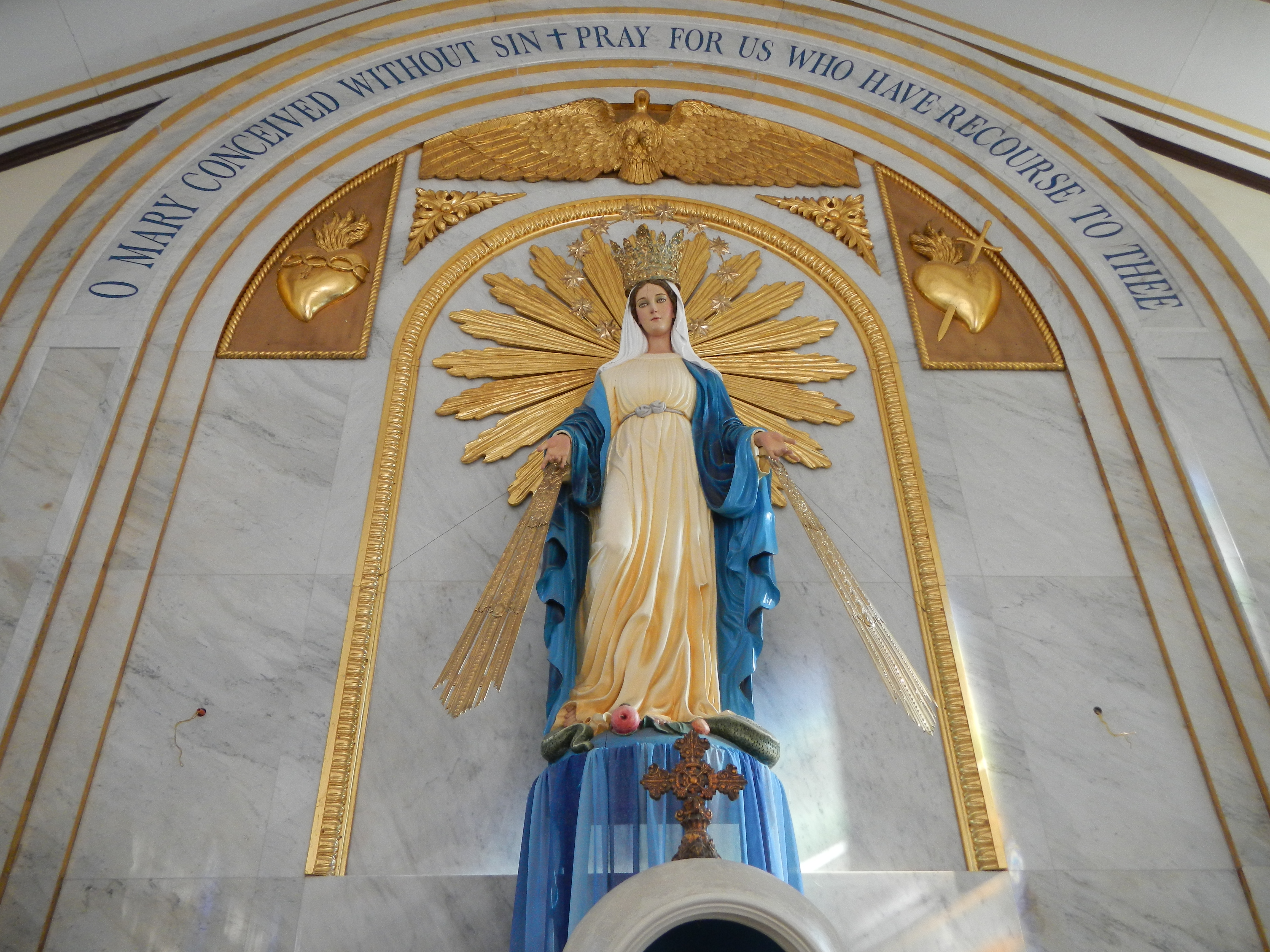
Notre-Dame des Grâces, le titre de l'apparition mariale.

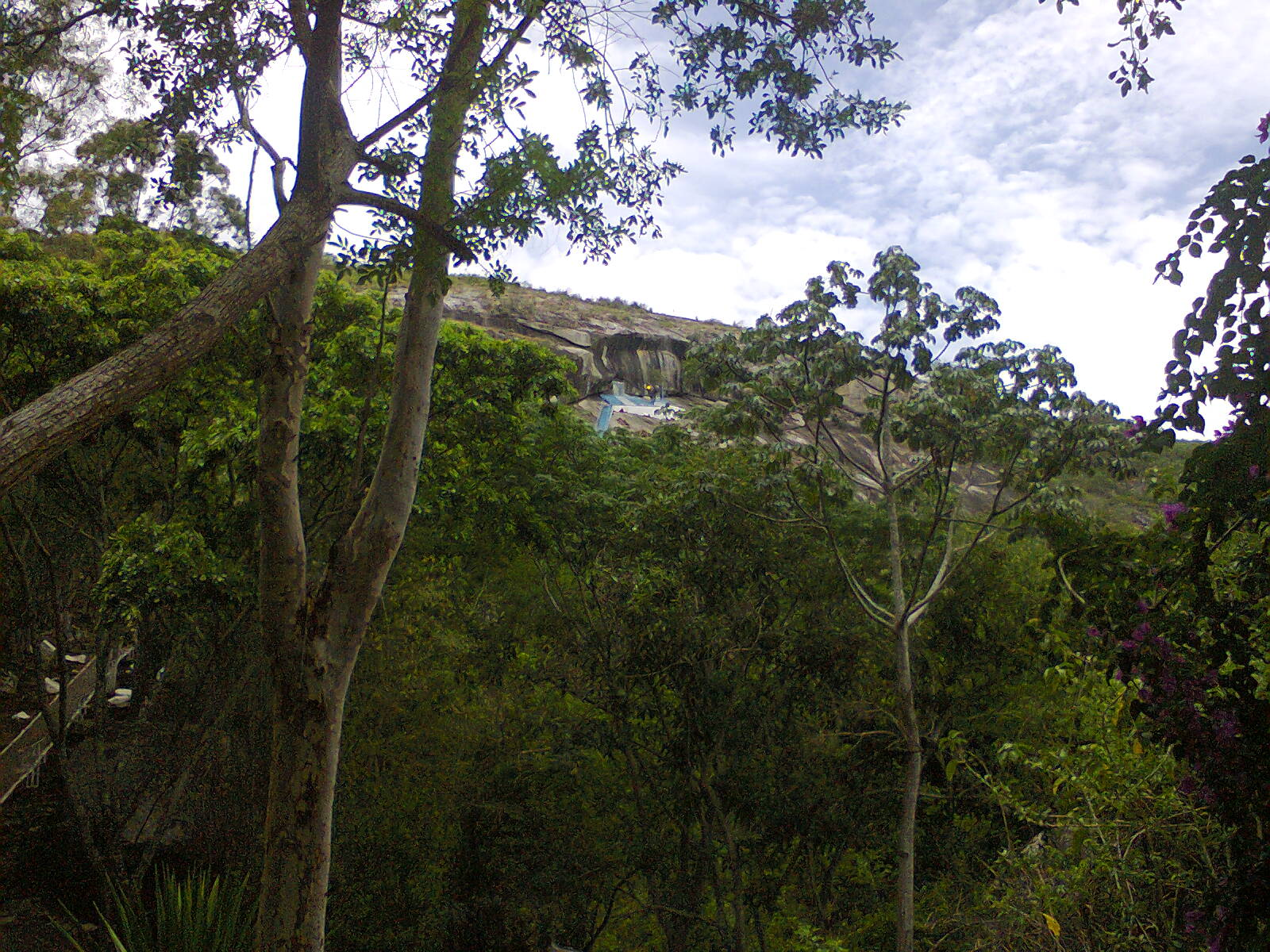
Site d'apparitions: Sítio da Guarda, Cimbres, Pesqueira. 08.3626°S 036.8116°W

Les apparitions mariales de Cimbres sont l'ensemble des manifestations mariales qui ont eu lieu en 1936 et 1937 dans le village de Cimbres, partie de la municipalité pernamboucain de Pesqueira,.

## Contexte
Selon ce que l'on croit, la Vierge Marie serait apparue à deux voyantes, Maria da Luz (qui adoptera plus tard le nom d'Adélia à l'occasion de son entrée dans la vie religieuse), et Maria da Conceição, qui, à l'époque des faits, étaient des adolescentes pauvres et sans instruction. L'apparition s'est produite dans un inselberg exposé près de la maison familiale de la jeune fille, partiellement recouvert de buissons épineux et de mousse glissante, et à côté de ravins profonds, un endroit dangereux à atteindre à pied. Bien que le climat y soit semi-aride, après l'apparition, l'inselberg a commencé à couler de l'eau potable. Ces événements sont devenus célèbres pour la rigueur avec laquelle ils ont été constatés par le missionnaire allemand Père Joseph Kehrle, qui a été répondu par les filles analphabètes en latin et en allemand, ainsi que pour le contenu du message que la Vierge Marie aurait transmis aux voyants, les alertant sur la façon dont le Brésil serait mortellement puni par le communisme,.

### Terreur sanglante du communisme
L'apparition s'est produite trente fois, à partir du 6 août 1936. Voici l'un des nombreux dialogues intermédiés entre le père Kehrle, qui a écrit les questions en latin ou en allemand, et la réponse orale de la Vierge Marie, selon les deux filles, toutes deux encore analphabètes dans toutes les langues à l'époque.
Dites: qui êtes-vous et que voulez-vous?
« Je suis la Mère de Grâce et je viens avertir le peuple que trois grands châtiments approchent. »
Que faut-il faire pour détourner les punitions? 
« Pénitence et prière .»
Quelle est l'invocation de cette apparition? 
« Des grâces .»
Que signifie le sang qui coule de vos mains? 
« Le sang qui inondera le Brésil. »
Le communisme va-t-il pénétrer le Brésil? 
« Oui. »
Partout au pays? 
« Oui. »
Aussi à la campagne? 
« Non. »
Les prêtres et les évêques vont-ils beaucoup souffrir? 
« Oui. »
Est-ce que ce sera comme en Espagne?* 
« Presque. »
Quelles dévotions faut-il pratiquer pour conjurer ces maux?
« Au cœur de Jésus et à mon cœur. »
Cette apparition est-elle la répétition de La Salette? 
« Oui. »
*Note: la guerre civile espagnole, entre monarchistes et communistes, a commencé le mois précédent, le 17 juillet 1936.

### Interprétation
Le général brésilien Sérgio Avellar Coutinho se souvint que, l'année précédant l'apparition, le soulèvement communiste brésilien de 1935 avait déjà eu lieu. Un article de journal rappelle que le chef du théologien de la libération, l'archevêque Hélder Câmara, et l'educateur communiste Paulo Freire était de Recife, et le président communiste Lula de Garanhuns, de sorte qu'une apparition concernant le danger du communisme au Brésil a une forte raison de se produire à Pernambuco.

## Propagation
À l'origine, la nouvelle de l'apparition était limitée à la région entourant la ville de Pesqueira, d'où venaient la plupart des pèlerins du sanctuaire qui s'y trouve dans les années 1930.
Le premier article sur l'apparition a été publié dans le périodique allemand Koenigsreuthes Jahrbuch en 1936.
Le message des apparitions a, dans les temps modernes, été diffusé dans tout le Brésil,, principalement par Internet, à l'initiative de personnalités conservatrices/anticommunistes, telles que le père pernamboucain Paulo Ricardo, le philosophe Olavo de Carvalho (1947-2022), l'historienne Ana Lígia Lira, ainsi que la petite-nièce de sœur Adelia, l'actrice Cássia Kis, l'ingénieur Auta Maria Monteiro de Carvalho, à travers son livre O Encontro – Nossa Senhora e Irmã Adélia.

## Reconnaissance ecclésiastique
Bien qu'elles aient d'abord été discréditées par les autorités ecclésiales du diocèse de Pesqueira,, les apparitions ont progressivement été acceptées[évasif] comme dignes de foi par l'Église, qui a reconnu, en 2021, le caractère surnaturel des événements survenus à Cimbres[réf. nécessaire]. Dans le même temps, le procès de béatification de l'une des voyantes, Sœur Amelia, a été initié, ce qui corrobore l'approbation par l'Église de la dévotion à la Vierge Marie sous la désignation de Notre-Dame de Grâce de Cimbres.

## Histoire des manifestations mariales locales avant les apparitions
La région de Cimbres, théâtre des apparitions, a une histoire prolifique de dévotions mariales et d'événements surnaturels associés à la Vierge Marie. Étant à l'intérieur du territoire des Amérindiens Xucuru (en), l'implantation du village est étroitement liée à l'implantation des communautés indigènes du site à l'initiative des prêtres oratoriens, encore au début du XVIIe siècle.
En outre, la région a beaucoup souffert du cangaço, une source majeure de peur et une raison de beaucoup de prière parmi les habitants.
Une fois, des prêtres ont retiré une image de Notre-Dame du lieu de l'apparition et l'ont apportée en présence des prêtres du village, qui l'ont gardée pour eux. Selon les rapports de l'époque, quand ils se sont réveillés, les prêtres n'ont pas pu trouver l'image qui leur avait été apportée et ont commencé à la chercher, soupçonnant que quelqu'un l'avait volée. Après des recherches, ils l'ont trouvé dans le coffre exact où il avait été trouvé la veille, et l'ont de nouveau emporté avec eux.
Le lendemain, la statue avait de nouveau disparu, et cette fois les prêtres sont allés directement au coffre de la veille, où ils l'ont de nouveau trouvée. Convaincus que de tels événements avaient été divins dans leur origine, les pères oratoriens ont érigé une chapelle sur le lieu de rencontre de l'image, dont l'autel était au même endroit et à la même hauteur que le tronc sur lequel la statue apparaissait. La Vierge intronisée dans la chapelle est devenue connue sous le nom de Notre-Dame des Montagnes, étant donné la topographie accidentée du site de leur rencontre, étant la cible d'une dévotion particulière des indigènes Xukuru à ce jour, qui désignent sa Mère Tamain.

## Tourisme
Le site des apparitions est aujourd'hui une destination touristique populaire,.

## Livres
- O Diário do Silêncio - O Alerta da Virgem Maria Contra o Comunismo no Brasil: o Alerta da Virgem Maria Contra o Comunismo no Brasil[26]. Ecclesiae.  (ISBN 8584911049)
- Eu sou a Graça - As Aparições de Nossa Senhora das Graças em Pernambuco. Ecclesiae.  (ISBN 8584910344)
- Aparições e milagres de Nossa Senhora em Cimbres: Entre a fé e as ciências.[27] Novas Edições Acadêmicas.  (ISBN 6139603056)
- O inquisidor de Cimbres: A história do padre que recebia flores de Nossa Senhora. Apascentar.  (ISBN 6599552528)